# کی‌یر استارمر
سِر کی‌یِر رادنی استارمر (انگلیسی: Sir Keir Rodney Starmer؛ زادهٔ ۲ سپتامبر ۱۹۶۲)، سیاستمدار بریتانیایی است که از ۵ ژوئیه ۲۰۲۴، به عنوان پنجاه و هشتمین نخست‌وزیر بریتانیا فعالیت می‌کند و از ۲ آوریل ۲۰۲۰، رهبر حزب کارگر بریتانیا نیز می‌باشد. وی همچنین از سال ۲۰۱۵ عضو پارلمان از هولبورن و سنت پانکراس است. او که سابقه وکالت و دادستانی دارد، در دوران رهبری جرمی کوربین بر حزب کارگر در کابینه سایه وزیر برگزیت بود. کوربین پس از شکست حزب کارگر در انتخابات پارلمانی بریتانیا سال ۲۰۱۹ از رهبری کناره گرفت و کی‌یر استارمر برای رهبری حزب نامزد شد، و در آوریل ۲۰۲۰ به رهبری این حزب رسید.
استارمر خود را سوسیالیست می‌داند، اما خود را «کوربینیت (حامی جرمی کوربین)» نمی‌خواند. از جمله چالش‌های استارمر هدایت سیاست حزب کارگر در مواجهه با بحران دنیاگیری کووید-۱۹ بود. وی به‌عنوان ترقی‌خواه و میانه‌گرا شناخته می‌شود.

## دوران اول زندگی و تحصیل
استارمر در ۲ سپتامبر ۱۹۶۲ در سات‌ارک لندن به دنیا آمد. او دوران کودکی خود را در شهرهای اوکستد و ساری زندگی کرد. او دومین فرزند از چهار فرزند ژوزفین (با نام خانوادگی بیکر)، یک پرستار، و رادنی استارمر، یک ابزارساز بوده است. مادر او به بیماری استیل مبتلا بود.
پدر و مادر استارمر از طرفداران حزب کارگر بریتانیا بودند و بنا بر گزارش‌ها آن‌ها نام فرزند خود را برگرفته از نام بنیان‌گذار و نخستین رهبر حزب کاربر کی هاردی انتخاب کردند هرچند که استارمر خود در سال ۲۰۱۵ گفته که از درستی یا نادرستی این موضوع اطلاعی ندارد.

## نخست‌وزیری

### انتخابات بریتانیا ۲۰۲۴
انتخابات سراسری بریتانیا پنجشنبه ۴ ژوئیه ۲۰۲۴ برگزار شد و حزب کارگر با کسب ۴۱۰ کرسی از ۶۵۰ کرسی مجلس عوام بریتانیا، در این انتخابات پیروز شد. سر کی‌یر استارمر، رهبر این حزب به جای ریشی سوناک نخست‌وزیر بریتانیا شد.

## مواضع سیاسی
سیاست استارمر ناروشن و تعریف آن «دشوار» توصیف شده است. به هنگام انتخاب به عنوان رهبر حزب کارگر به‌طور گسترده تصور می‌رفت او متعلق به چپ نرم حزب کارگر باشد. به هر روی، او از آن پس به سوی میانه‌گرایی سیاسی حرکت کرده است. لفظ استارمریسم در اشاره به ایدئولوژی سیاسی استارمر ابداع شده و هواداران او استارمرایت خوانده شده‌اند.
استارمر حزب را به سوی میانه‌گرایی سوق داده است.
در سیاست خارجی، استارمر علیه جنگ عراق تظاهرات کرد و نظرات حقوقی تدوین کرد، در سال ۲۰۱۵ اظهار داشت بر این اعتقاد است که این جنگ بر اساس قوانین بین‌المللی قانونی نبوده است و هیچ قطعنامه سازمان ملل وجود ندارد که صریحاً مجوز آن را داده باشد. در سال ۲۰۲۳، استارمر بابت دیدگاه‌هایش در خصوص جنگ اسرائیل و حماس و این که ابتدائاً از آتش‌بس در نوار غزه خودداری می‌کرد مورد انتقاد قرار گرفت؛ او بعدها خواهان آتش‌بس شد.

## زندگی شخصی

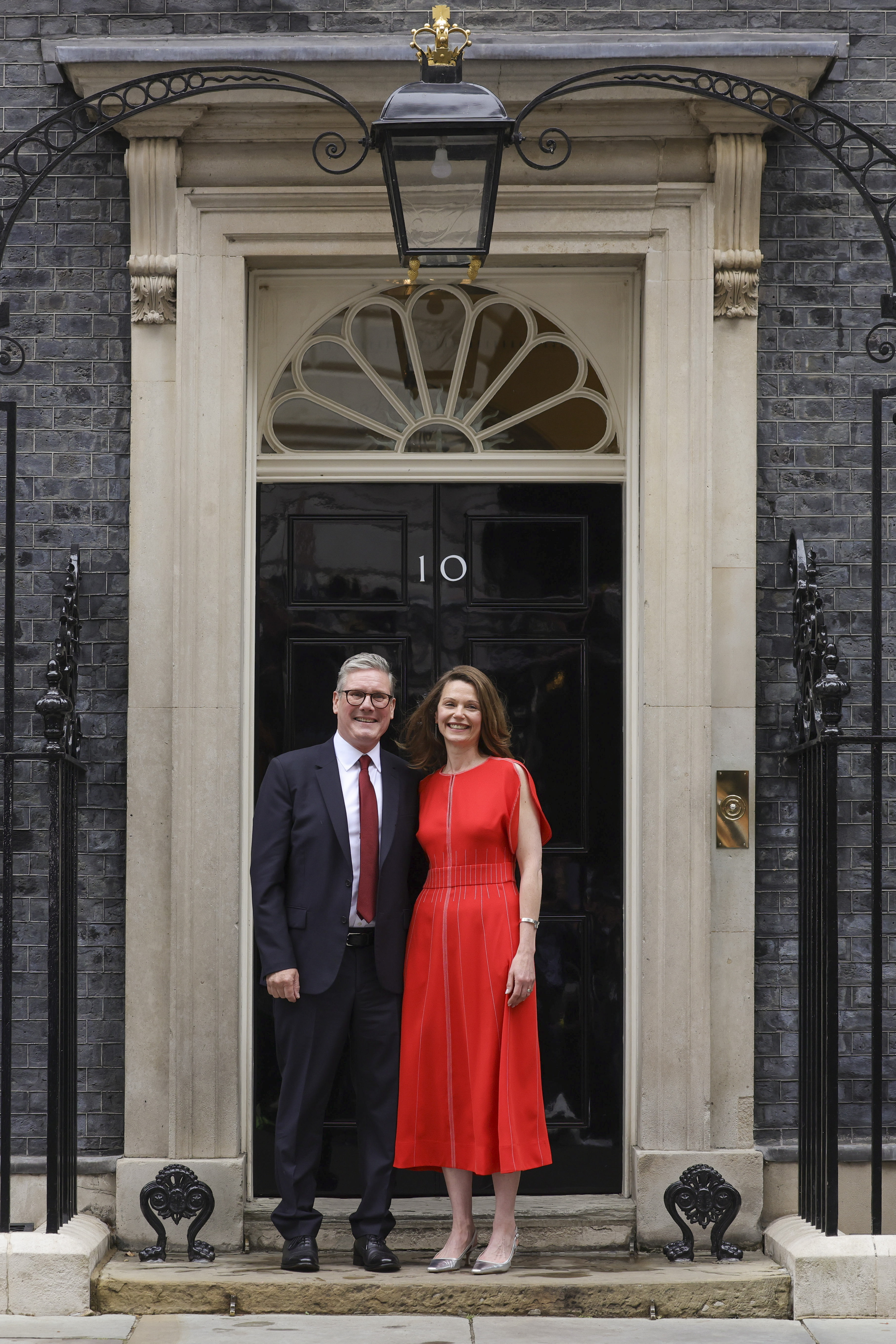
استارمر به همراه همسرش ویکتوریا استارمر، در حال ورود به شماره ۱۰ خیابان داونینگ، ژوئیه ۲۰۲۴

استارمر و زنش دو فرزند دارند، یک پسر که یک سال پس از ازدواج شان به دنیا آمد و یک دختر که دو سال بعد از آن متولد شد. هر دو دارند بر آیین یهودی مادرشان بزرگ می‌شوند. تا تاریخ ژوئن ۲۰۲۴ این زوج مقیم کنتیش تاون، شمال لندن بوده‌اند.
استارمر ماهی‌خوار، و زنش گیاهخوار هستند. آنها فرزندانشان را تا ده سالگی گیاهخوار بزرگ کردند، و در آن زمان گزینه خوردن گوشت را در اختیارشان گذاشتند.
استارمر خداناباور است؛ او انتخاب کرد «تأیید رسمی» (به جای سوگند) وفاداری به پادشاه ادا کند. استارمر گفته به خدا باور ندارد ولی به قدرت ایمان برای گرد هم آوردن مردم اعتقاد دارد. او و خانواده اش گاه گاهی در مراسم دینی یک کنیسه لیبرال شرکت می‌کنند، و او در یک مصاحبه سال ۲۰۲۲ گفته که فرزندانش به نحوی بزرگ می‌شوند تا آیین یهودی و زمینه پدربزرگ و مادربزرگ مادریشان را بدانند.
استارمر علاقه زیادی به بازی فوتبال دارد و برای تیم آماتور شمال لندنی هومرتن اکدمیکالز بازی کرده، و در لیگ برتر فوتبال انگلستان هوادار باشگاه فوتبال آرسنال است.

## نگارخانه

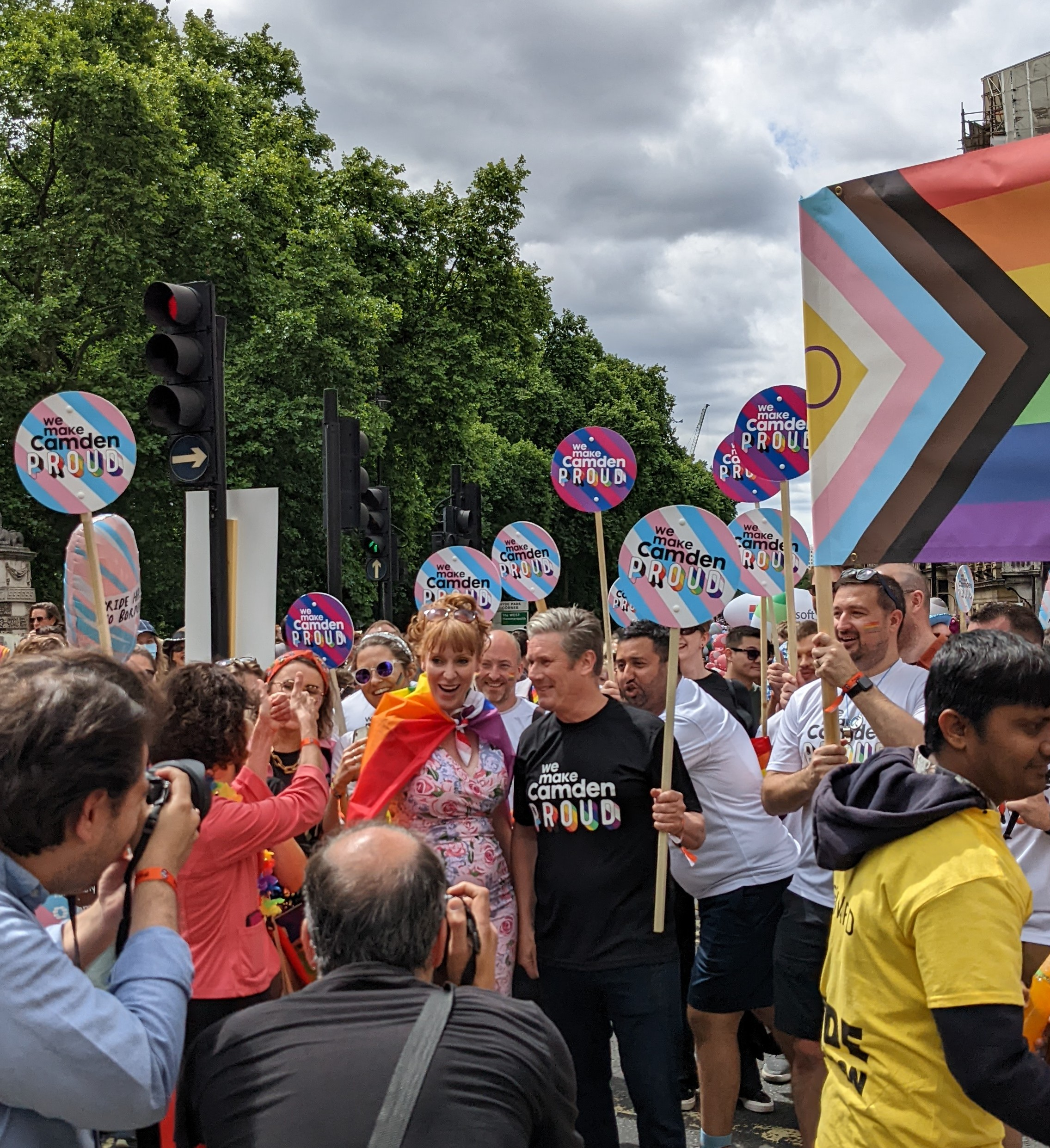
استارمر در رژه افتخار، ژوئیه ۲۰۲۲
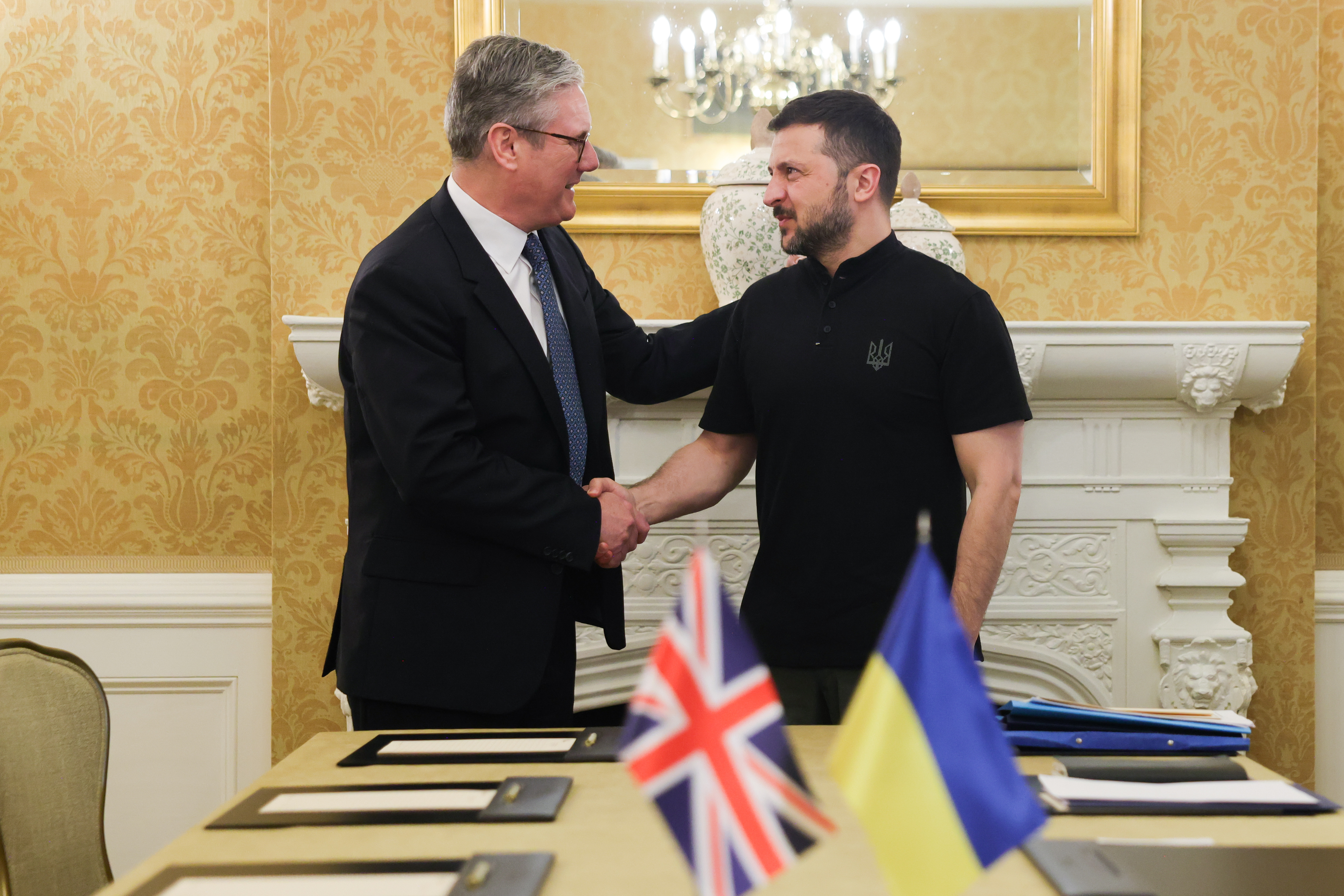
استارمر و زلنسکی، ژوئیه ۲۰۲۴‏
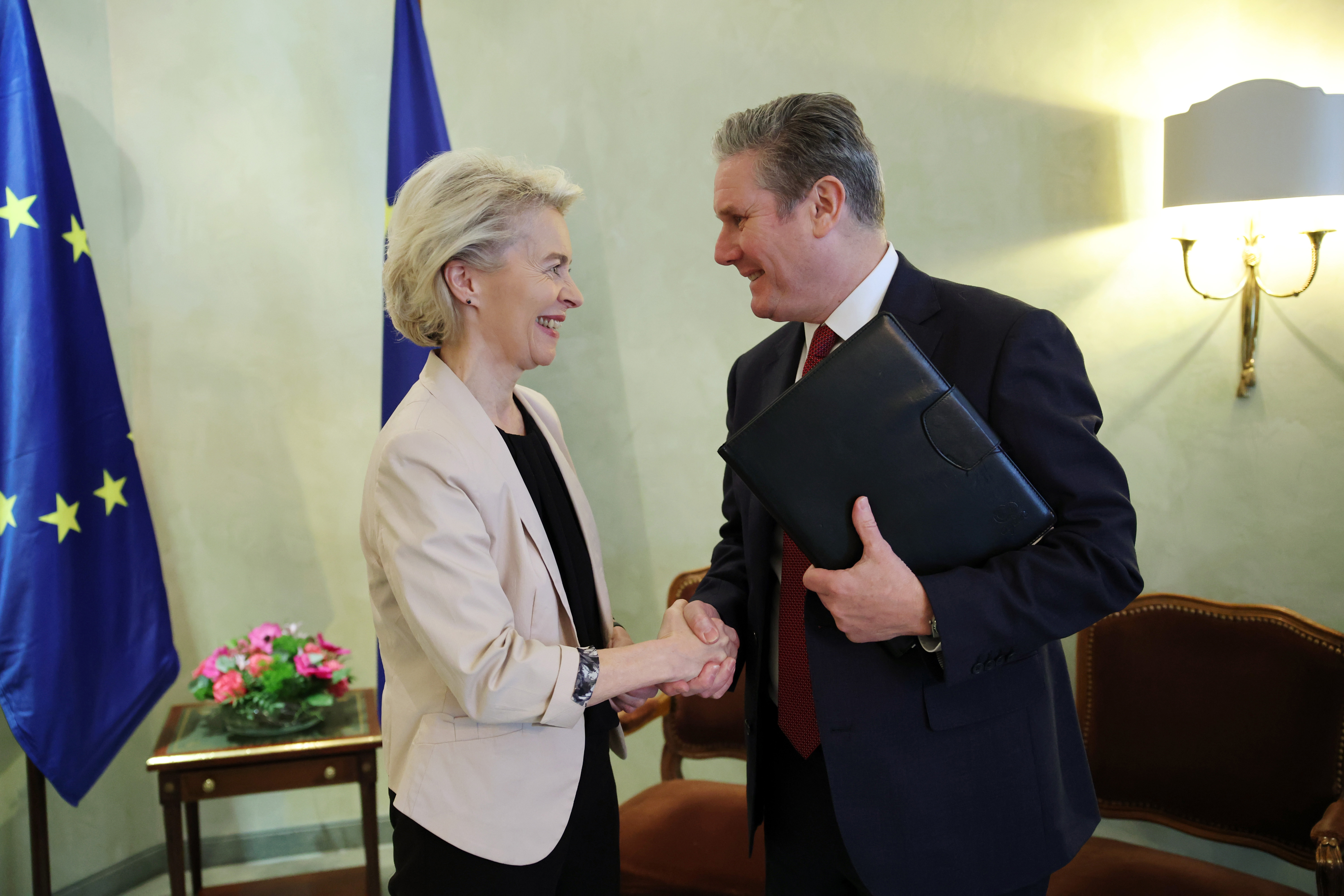
استارمر و اورزولا، فوریه ۲۰۲۴
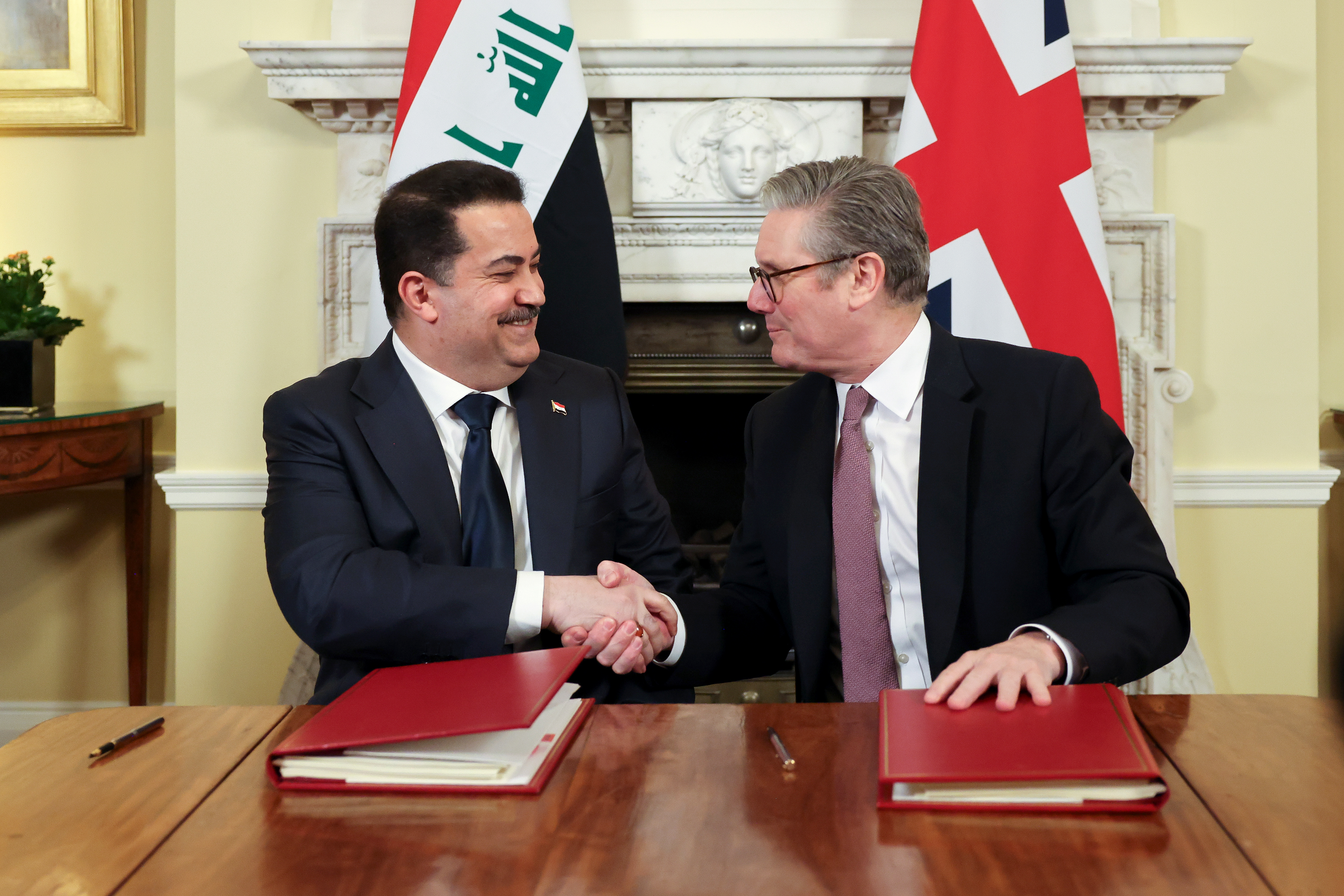
استارمر و السودانی، ژانویه ۲۰۲۵‏